# Sopla
|  |  |

El aguafuerte Sopla es un grabado de la serie Los Caprichos del pintor español Francisco de Goya. Está numerado con el número 69 en la serie de 80 estampas. Se publicó en 1799.

## Interpretaciones de la estampa
Existen varios manuscritos contemporáneos que explican las láminas de los Caprichos. El que se encuentra en el Museo del Prado se tiene como autógrafo de Goya, pero parece más bien despistar y buscar un significado moralizante que encubra significados más arriesgados para el autor. Otros dos, el que perteneció a Ayala y el que se encuentra en la Biblioteca Nacional, realzan la parte más escabrosa de las láminas.
- Explicación de esta estampa del manuscrito del Museo del Prado: Gran pesca de chiquillos hubo, sin duda, la noche anterior; el banquete que se prepara será suntuoso; buen provecho.[2]

- Manuscrito de Ayala:Los niños son objeto de mil obscenidades para los viejos y relajados.[2]

- Manuscrito de la Biblioteca Nacional: Los hombres estragados hacen mil diabluras con los niños;[...].[2]

## Técnica del grabado
Esta estampa es una de las pocas que el pintor firmó, siempre en la esquina inferior izquierda.